# Sínodo

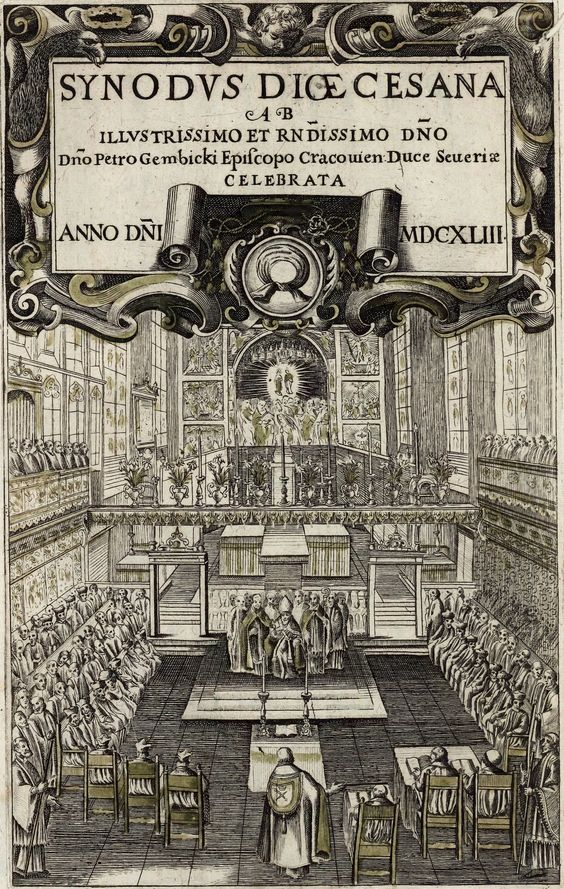
Sínodo diocesano en Cracovia en 1643 presidido por el obispo Piotr Gembicki

Un sínodo, en el cristianismo, es una reunión o asamblea deliberativa de eclesiásticos.
En el catolicismo, los términos «sínodo» y «concilio» han sido durante mucho tiempo sinónimos e intercambiables, excepto a nivel local, donde siempre se ha utilizado la designación de «sínodo diocesano» y no «concilio». Desde finales del siglo XX, la Iglesia ha tendido a reservar el término «concilio» para las asambleas denominadas ecuménicas, es decir, asambleas mundiales.
En el protestantismo, el término «sínodo» se refiere a la asamblea responsable del gobierno de una iglesia, en la medida en que ha adoptado el sistema presbiteriano sinodal. Los laicos son parte de los sínodos protestantes junto con los pastores.
En las Iglesias orientales, el Santo Sínodo es la asamblea permanente de obispos que, bajo la presidencia de un primado, gobierna una Iglesia católica oriental, encabeza una de las Iglesias ortodoxas orientales o una de las Iglesias autocéfalas de la comunión ortodoxa.

## Evolución del significado

### Etimología y primer significado
La etimología de la palabra sínodo todavía está en discusión. La interpretación más frecuente hoy en día es que viene de sun-odos, es decir «caminar juntos» o «viaje en compañía», del nombre griego ὁδός, odós, que significa «camino» o «ruta». Otra opción es que sínodo provenga del griego antiguo σύνοδος compuesto de σύν, que significa «juntos», y ὀδός del dialecto ático, que significa «límite o umbral de la casa» (en griego antiguo, οὐδός, oudos). La palabra «sínodo» designa entonces, literalmente, el hecho de cruzar el mismo umbral, de permanecer juntos. En los dos casos, su significado es una reunión. Debe quedar a salvo la dimensión dinámica de la comunidad reunida: reunión dentro de un proceso común, reunión o reencuentro al caminar, caminar reunidos, diálogo de peregrinos, caminantes que se saludan y entran en diálogo durante el camino.
La palabra «sínodo» es originalmente equivalente al latín concilium, «concilio», que designa una asamblea de obispos. Solo se encuentra en traducciones de textos griegos que buscan enfatizar las diferencias entre los usos orientales y occidentales. De hecho, se utiliza la palabra «conciliar» para calificar las asambleas de obispos, ya sean locales o ecuménicas. Así, todas las asambleas de obispos de la Iglesia primitiva o medieval se suelen denominar «concilios».

### Usos de la Iglesia primitiva
Con la difusión del cristianismo, las comunidades religiosas emergentes se vieron en la necesidad de reunirse para discutir temas que les concernían, a ellas mismas o en relación con otras regiones. Las primeras asambleas formales cristianas, especialmente en el Occidente, seguían los procedimientos del senado romano o de los consejos ciudadanos.
El primer sínodo conocido fue el convocado por el papa Víctor I en Roma en 190 para fijar la fecha de la Pascua, con su celebración dominical. Desde el siglo III aparecen consejos convocados para solucionar crisis o conflictos locales, como la cuestión de los lapsi. Pueden celebrarse a todos los niveles: local, regional, provincial. El objetivo es siempre, más allá de las circunstancias precisas del encuentro, fortalecer y armonizar la fe de una Iglesia particular.

### Distinción progresiva entre concilio y sínodo
Durante la época de la reforma gregoriana, los papas ampliaron el alcance y la composición de los sínodos. Para distinguir las asambleas extraordinarias y generales o, incluso, universales de los sínodos locales, el término «sínodo general» se reservó para los concilios convocados o presididos por el papa.
No fue hasta el siglo XX cuando los católicos comenzaron a dar el nombre de «sínodo» a las asambleas locales o regionales, con el fin de reservar la palabra «concilio» para los sínodos generales o, incluso, universales, como los concilios ecuménicos.
Las diversas iglesias cristianas utilizan la palabra «sínodo» para designar las asambleas regulares o permanentes, que participan en el gobierno de la Iglesia según su modo particular de organización.

## Sínodos en la Iglesia católica y ortodoxa

### Iglesia latina
En 1215, el IV Concilio de Letrán recomendó la celebración anual de concilios (o sínodos) bajo la autoridad de los arzobispos. También se puede convocar un sínodo sobre algún punto en particular. Aunque la institución sinodal se ha perpetuado sin interrupción a lo largo de los siglos, su implementación ha sido muy variable. Dentro de la Iglesia latina, los sínodos diocesanos son convocados por el obispo en su diócesis. En el derecho canónico actual, el sínodo diocesano se organiza según las modalidades del Código de Derecho Canónico de 1983:

El sínodo diocesano se celebrará en cada Iglesia particular cuando, a juicio del obispo diocesano y después de que éste haya escuchado al consejo presbiteral, las circunstancias lo sugieran.

Los sínodos romanos (sínodo de los obispos creado por el papa Pablo VI luego del Concilio Vaticano II) reúnen a los obispos convocados por el papa. Su principal diferencia con los concilios ecuménicos es que, mientras estos tienen el poder de definir dogmas y legislar, los sínodos son órganos consultivos y su principal misión es asesorar al papa sobre un tema específico.

### Iglesias orientales
En las cristiandad oriental la palabra «sínodo» puede referirse a varios conceptos relacionados con el gobierno de la Iglesia:
- Santo Sínodo: Asamblea permanente de obispos que se sientan bajo la presidencia de un primado, ya sea un patriarca o un arzobispo, al frente de una de las Iglesias autocéfalas de la comunión ortodoxa.
- Santísimo Sínodo Gobernante: Asamblea de obispos rusos en el exilio, que a partir de 1925 intentaron perpetuar la organización de la Iglesia rusa y que reunió a las comunidades rusas en el exterior. La palabra sínodo designa al conjunto de las comunidades adscritas a este organismo.
- De manera derivada, el período sinodal de la historia rusa, es decir, el período durante el que el patriarcado de Moscú fue suprimido (1721-1917) y reemplazado por un Santo Sínodo. Se había puesto a un funcionario laico a la cabeza del sínodo y la Iglesia estaba bajo la supervisión del ministro de culto.

## Sínodos protestantes
En el sistema presbiteriano sinodal (o presbítero-sinodal), que es la forma más extendida del gobierno eclesiástico en el seno de las iglesias reformadas, como la luterana (por ejemplo, la Iglesia de Suecia o la Iglesia luterana Sínodo de Misuri) o la anglicana, el sínodo es el nombre que se da a la asamblea del más alto nivel, a menudo a nivel nacional, que decide todas las cuestiones esenciales, en particular:
- Confesión de fe
- Organización general (la disciplina eclesiástica)
- Formación, reclutamiento y salario de los ministros
- Relaciones con otras Iglesias.

En algunas iglesias, por ejemplo, en la Iglesia de Escocia, el moderador del sínodo nacional es también el presidente de la iglesia o, al menos, su portavoz.